# Blaupunkt

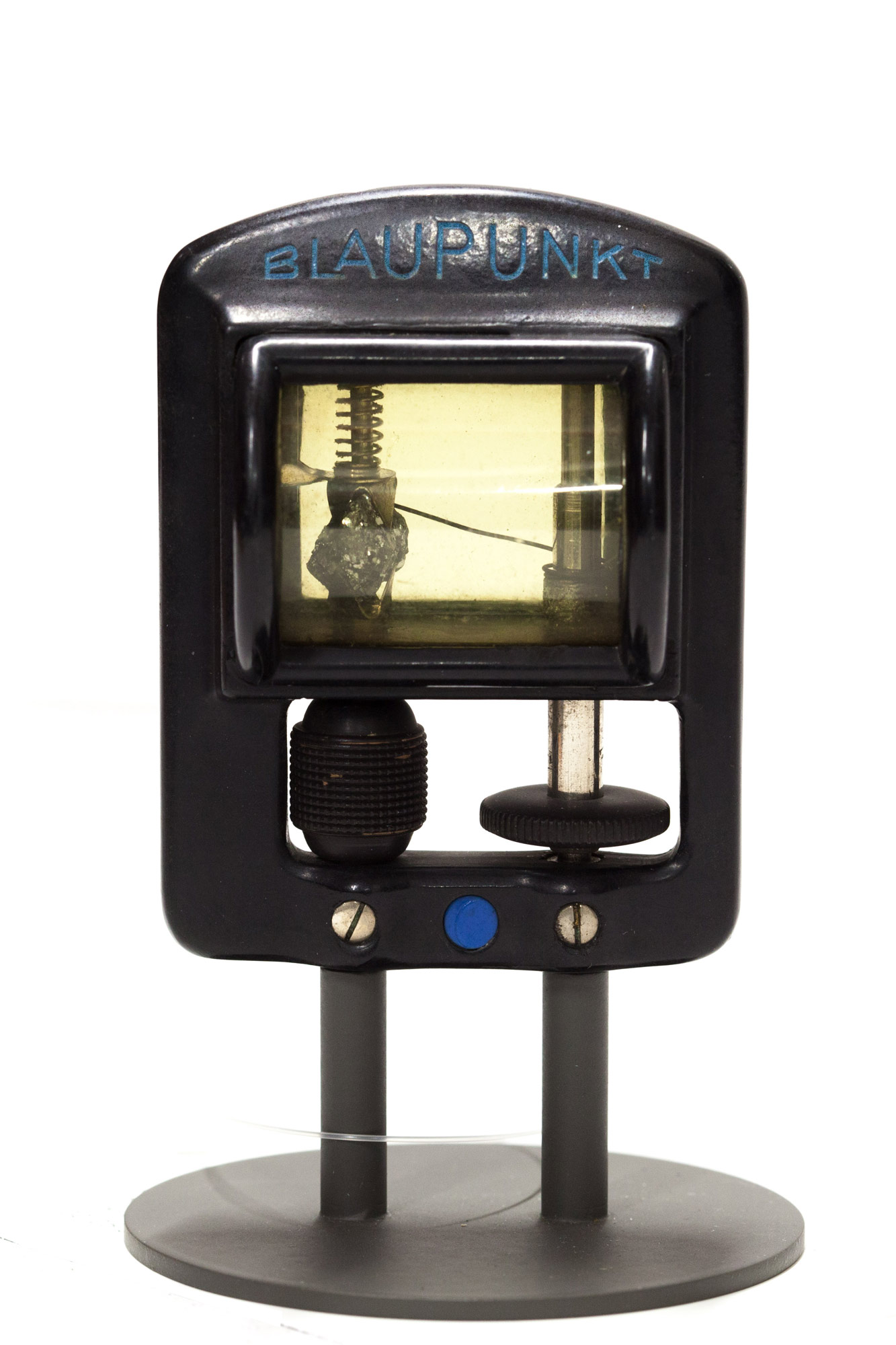
Blaupunkt radio a galena con il punto blu (ca. 1938)

Blaupunkt GmbH (in italiano punto blu) è stata un'azienda tedesca specializzata nella produzione di elettronica multimediale, nota soprattutto per i suoi sistemi audio domestici e automobilistici.
Storico fornitore di autoradio per Audi, BMW, Fiat, Hyundai, Mercedes, Porsche e Volkswagen, Blaupunkt era specializzata anche negli allestimenti per autobus, per i quali forniva televisori, amplificatori e sistemi di altoparlanti.
Il marchio era controllato al 100% dalla Bosch, ma il 18 dicembre 2008 fu suddiviso in due divisioni. Bosch mantenne gli impianti per la produzione di autoradio di serie, mentre Aurelius AG acquisì la produzione delle autoradio Blaupunkt per l'aftermarket.
A partire dagli anni 2000, le produzioni a marchio proprio vennero gradualmente dismesse a favore delle forniture OEM.
Blaupunkt Technology GmbH, con sede a Hildesheim, è una società controllata da GIP Development SARL, che ne detiene il marchio. Nel settembre 2015, l'azienda dichiarò insolvenza e nel 2016 fu posta in liquidazione.

## Storia

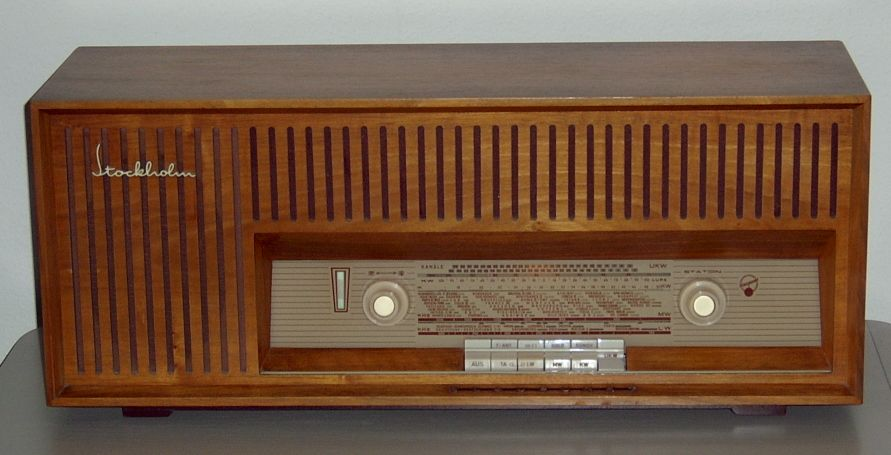
Radioricevente Blaupunkt Stockholm (1963-1964), 5 tubi elettronici, 4 W

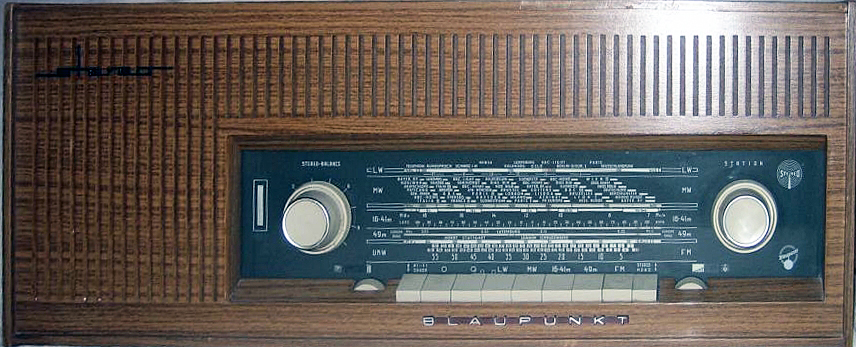
Radioricevente Blaupunkt Stockholm Stereo (1965-1967)

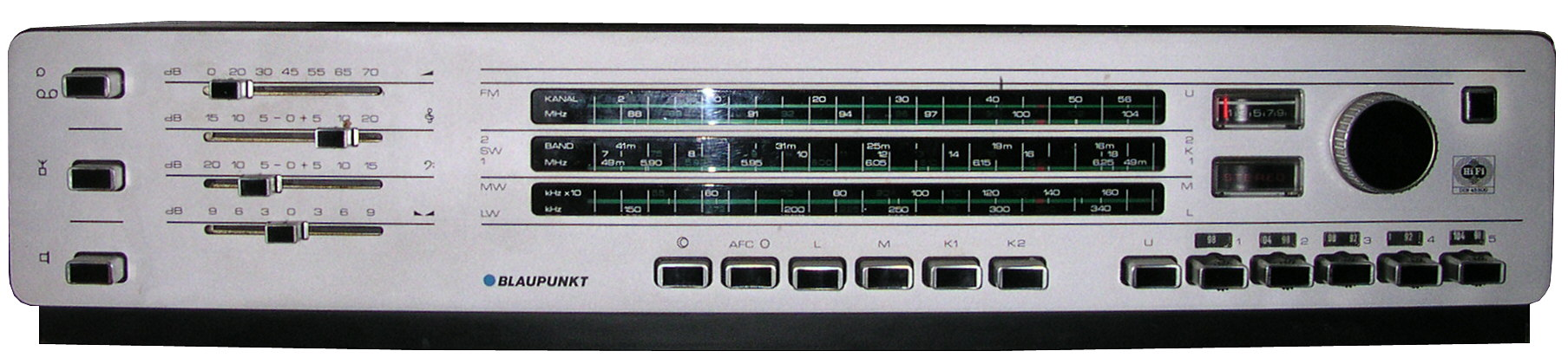
Blaupunkt-Receiver STG 2091, dal 1971 al 1973

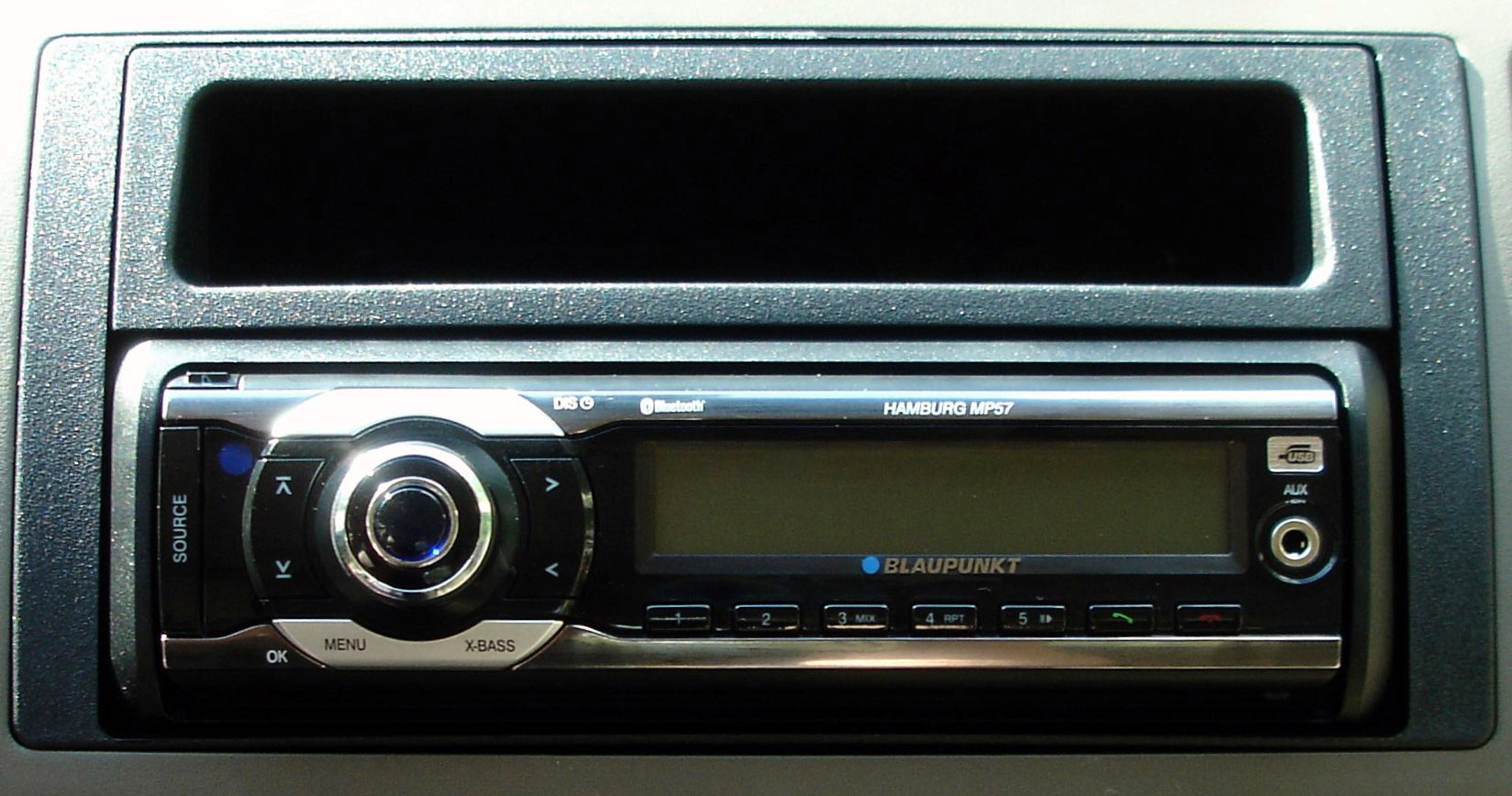
Autoradio del 2010

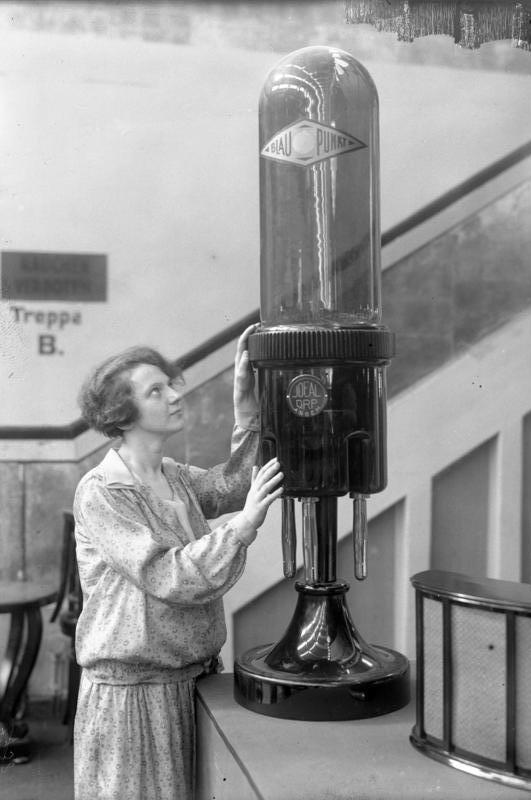
Modello in scala di un tubo termoionico Blaupunkt alla fiera Internationale Funkausstellung Berlin 1930 di Berlino

### "Ideal Radio" a Berlino
Fondata nel novembre 1923 a Berlino con la denominazione Ideal Radiotelefon & Apparatefabrik GmbH Berlin, l'azienda mutò ragione sociale nel 1938, adottando l'attuale denominazione. In seguito alla seconda guerra mondiale, la sede centrale e la produzione furono trasferite nella città di Hildesheim.
Bollersdorf e Oberbarnim, dal 1924, furono siti produttivi di radio a galena. Queste ultime, che permettevano l'ascolto tramite auricolari, erano considerate prodotti di alta qualità e, a conferma di ciò, il punto blu (Blaupunkt) divenne un sigillo di garanzia e un distintivo di successo tra i consumatori. Dal sigillo di garanzia, nel 1924 si passò al marchio Ideal Blaupunkt Radio. A partire dal 1932, sia la denominazione Blaupunkt che il "punto blu" divennero marchi aziendali. Negli anni '20, Ideal produsse anche tubi elettronici per apparecchi radio e kit di montaggio su licenza Telefunken, commercializzati con i marchi Ampladyn, Heliodyn e Superdyn. Nel dicembre 1926, la ragione sociale Ideal-Werke Gesellschaft für drahtlose Telephonie mbH (Ideal-Werke Società per la Telefonia Senza Fili S.r.l.) fu modificata e, nell'agosto 1927, divenne Ideal-Werke AG für drahtlose Telephonie.(Ideal-Werke Società per Azioni per la Telefonia Senza Fili). Ideal-Werke in italiano si può tradurre in "Opere-Ideali" o "Stabilimenti-Ideali".
Verso la fine del 1927, furono inaugurate a Berlino le fabbriche nel quartiere di Kreuzberg, in Köpenicker Straße, e, alla fine del 1930, nel quartiere Alt-Hohenschönhausen, in Große-Leege-Straße."

### Blaupunkt nel gruppo Bosch
Nel 1930, Ideal fu acquisita, tramite una holding del Liechtenstein, dalla Robert Bosch AG (dal 1937 GmbH) e, a partire dal 1933, divenne ufficialmente società consociata di Bosch. L'acquisizione, rimasta inizialmente riservata, da parte di Bosch determinò la cessazione del contratto di licenza con Telefunken e il trasferimento delle produzioni ad altre aziende. Dal 1932, Christian Paul Goerz assunse la direzione di Ideal-Werke AG. (Ideal-Werke, S.p.A.) Nell'autunno del 1934, la società acquistò a Berlin-Wilmersdorf un terreno di 32.000 m² in Forckenbeckstraße e, il 5 settembre 1936, fu inaugurata la sede amministrativa in uno stabilimento a shed. Il 15 dicembre 1938, la società mutò la propria denominazione in Blaupunkt-Werke GmbH (BPWG).(Blaupunkt-Werke Società a responsabilità limitata (BPWG)). Letteramente in italiano, Blaupunk-Werke significa, Opere ideali del Punto blu.

#### Autoradio Blaupunkt
Una volta che la società fu costituita (sebbene non ufficialmente) come filiale di Bosch, Ideal-Werke produsse nel 1932 la prima autoradio europea, la Autosuper AS 5. Questo ricevitore per onde medie e lunghe aveva un volume di 10 litri, un costo di 465 Reichsmark ed era destinato al mercato delle automobili di lusso; a titolo di paragone, nel periodo della Grande depressione, nel 1934 una Opel 1,3 L costava 2.650 Reichsmark, pari a circa 12.500 € al 2025. Il costo dell'autoradio, quindi, sarebbe stato equivalente a circa 2.150 euro, ovvero circa il 17,2% del prezzo dell'automobile.
Dopo la seconda guerra mondiale, il 16 giugno 1959, Blaupunkt realizzò il suo milionesimo apparecchio a Hildesheim. Contemporaneamente, nello stabilimento Bosch/Blaupunkt di Hildesheimer Wald, 6.000 persone erano impiegate da Blaupunkt e 4.000 nello stabilimento Bosch di motorini di avviamento e sistemi di illuminazione per autoveicoli. Nell'aprile 1964, fu prodotta la tremilionesima autoradio, seguita nel 1979 dal traguardo di 25 milioni di unità prodotte. Nel luglio 1990, si raggiunse la produzione della cinquantesima milionesima autoradio Blaupunkt.

#### 1939-1945
Nel 1939, Blaupunkt contava 2.600 dipendenti. Con l'inizio della seconda guerra mondiale, il suo ambito di progettazione e produzione si estese al settore militare per la Wehrmacht. Accanto ai prodotti civili, Blaupunkt, in collaborazione con la berlinese Bosch-Fernseh-AG (divisione televisiva di Bosch), produsse fotocamere per la ricognizione aerea destinate al bombardiere Henschel Hs 293 D, nonché componenti per bombe di precisione. La produzione di apparati radiotrasmittenti civili continuò, seppur in quantità limitate, in diversi stabilimenti situati in importanti città tedesche, inclusa Vienna. In seguito al bombardamento dello stabilimento di Wilmersdorf il 1º marzo 1943, durante i bombardamenti aerei alleati su Berlino, la maggior parte della produzione fu trasferita a Reichenberg (allora parte del Reichsgau Sudetenland), ad Alt-Treptow (Berlino Est) e in altre sedi, fino alla fine della guerra con l'arrivo dell'Armata Rossa e il passaggio della gestione aziendale all'amministrazione militare sovietica in Germania.
Nel 1944, il numero di dipendenti Blaupunkt raggiunse i 4.100. Durante l'offensiva della Pomerania orientale, la Blaupunkt Korfu fu prodotta a Kostrzyn nad Odrą (presso la "Udo-Werke GmbH" di Christian Paul Goerz e Udo Werr, collaboratore di Blaupunkt) e, nel gennaio 1945, a Hildesheimer Wald presso la Trillke-Werke GmbH, una filiale Bosch creata alla fine degli anni '30 per il riarmo della Wehrmacht.

#### Sede a Hildesheim
Dopo la fine della guerra, la fabbrica di Hildesheim, inizialmente nota come Trillke e successivamente come Blaupunkt (talvolta indicata come Trillke/Blaupunkt), si specializzò nella riparazione di radio. In seguito, l'azienda ampliò le sue attività allo sviluppo e alla produzione di nuovi apparecchi. Alla fine del 1945, Hildesheim divenne la sede principale della società, che assunse la nuova denominazione sociale Blaupunkt-Apparatebau GmbH (BPAG). Successivamente, fu aperto il secondo stabilimento, Werk II, a Römerring di Hildesheim, oggi non più operativo. Negli anni seguenti, sotto il marchio Bosch, Blaupunkt espanse la sua produzione aprendo stabilimenti a Salzgitter (dal 1960), Herne (dedito agli altoparlanti, chiuso nel 1992), in Francia, Ungheria, Portogallo (Braga, sito precedentemente appartenuto a Grundig), Malesia (Penang), Messico, Cina e Tunisia.
Nel corso degli anni '60, Bosch acquisì Akkord-Radio e impiegò lo stabilimento di Landau in der Pfalz per la produzione di radio Blaupunkt fino al 1974.
Considerata un'azienda leader nella produzione di autoradio e dispositivi audio per auto negli anni '60 e '70, Blaupunkt è annoverata tra le prime aziende produttrici di sistemi GPS.
Negli anni '70 il totale dei dipendenti salì a 13 700. Nel 1986, la responsabilità della produzione di televisori passò a Grundig, mentre la divisione autoradio di Grundig fu affidata a Blaupunkt. Dal 1990, la maggior parte della produzione venne trasferita allo stabilimento di Braga, precedentemente di proprietà di Grundig e dedicato alle autoradio. Dal 1996 la società cessò definitivamente la produzione di televisori, videocamere e videoregistratori, concentrandosi sulla comunicazione mobile. Nel 2006 Blaupunkt produsse più di mezzo milione di sistemi di navigazione, 6 milioni di autoradio e 19 milioni di altoparlanti e antenne auto, con un fatturato di circa 1,48 miliardi di euro. Nell'aprile 2007 contava oltre 8700 lavoratori, di cui 2300 a Hildesheim.

#### Cronologia

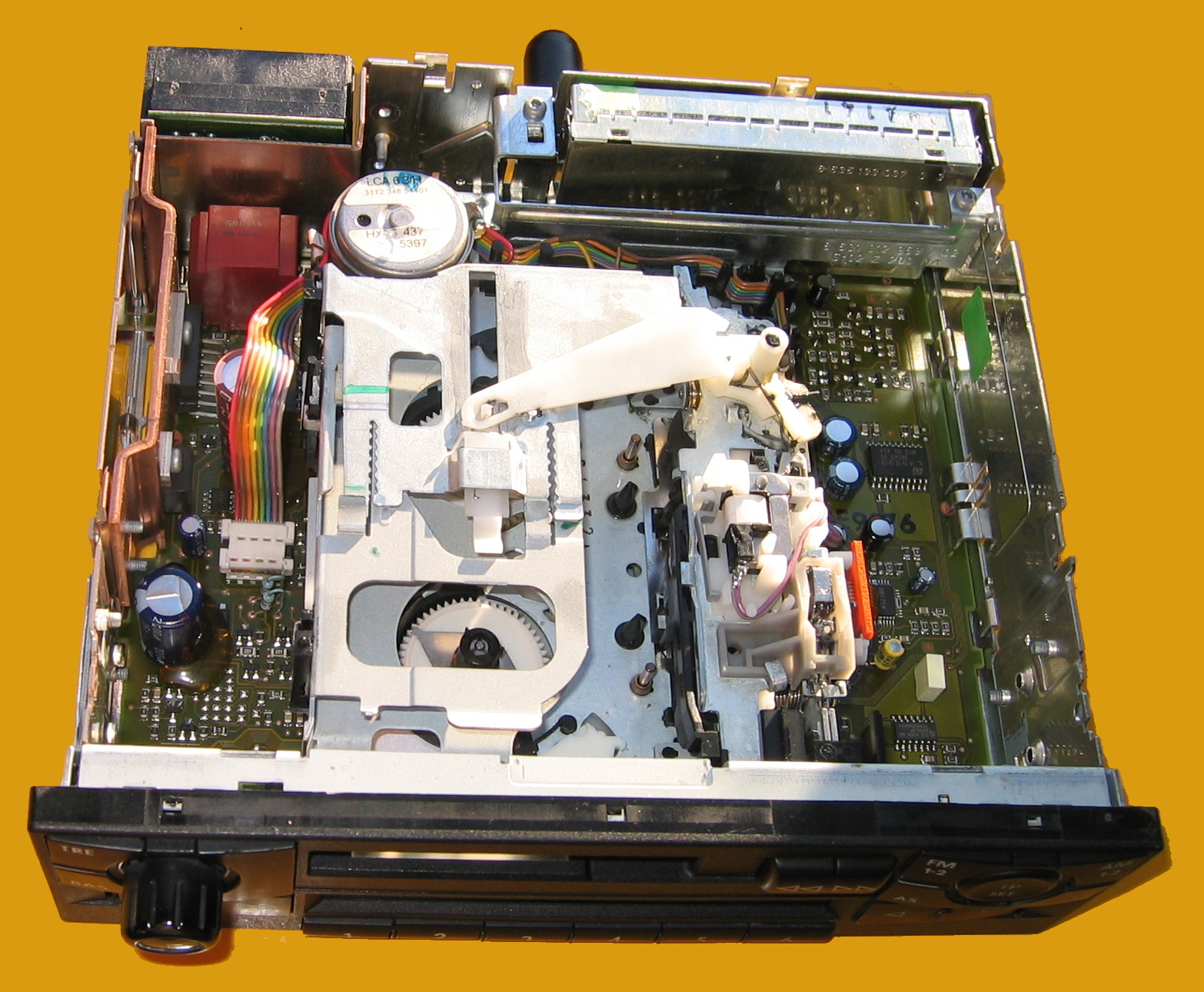
Blaupunkt Autoradio VW Alpha con Autoreverse

- 1951: presentazione alla Industrieausstellung (Mostra industriale) di Berlino del primo televisore Blaupunkt, il modello V 52, con tubo catodico da 36 cm[11] (prezzo: 1 595 DM, circa 3 642 € al 2025).
- 1952: presentazione della Autosuper A 52 KU, la prima autoradio Blaupunkt con tecnologia VHF al mondo, dotata di "Self-Service-Drucktastenwähler" (selettore a pulsanti self-service) per quattro emittenti radiofoniche (498 DM, pari a 1 114 € al 2025).
- 1969: presentazione della Frankfurt Stereo, la prima autoradio al mondo con FM Stereo.[12]
- 1973: lancio del ricevitore per auto SK 1 per il sistema di informazioni sul traffico stradale Autofahrer-Rundfunk-Information (ARI).[13] Sviluppato nel 1972 da Blaupunkt e le emittenti ARD in collaborazione con l'Institut für Rundfunktechnik (IRT), (Istituto per la ricerca radiotelevisiva); il sistema entrò in funzione il 1º giugno 1974.
- 1979: avvio della produzione a Hildesheim delle autoradio Düsseldorf Stereo CR Super Arimat[14], dotata di autoreverse (Super Arimat), e della Bamberg QTS Super Arimat[15] (Quarz-Tuning-System), con oscillatore al quarzo, PLL e display digitale.
- 1981: presentazione all'Internationale Funkausstellung di Berlino dell'autoradio Bremen SQR 31, dotata di PLL, display digitale e autoreverse.[16]
- 1988: commercializzazione della Montreux RDR 49, la prima autoradio dotata di Radio Data System (RDS).[17]
- 1989: TravelPilot, il primo navigatore di serie.
- 1997: TravelPilot seconda generazione, dotato di DAB e TMC. Nello stesso anno viene lanciata la Amsterdam TCM 127, con autoreverse e modulo GSM-cellulare (D-Netz, sistema "RadioPhone"); come optional erano disponibili la cornetta con cavo a spirale per montaggio a cruscotto (TH 07) e il satellite del telecomando per il volante (RCT07)[18].
- 2001: primo navigatore con WAP, autoradio digitale con lettore MP3 e slot di memoria MMC.
- 2003: autoradio con DAB e lettore MP3.
- 2005: presentazione della prima autoradio con standard 1-DIN e navigatore integrato con display a colori.
- 2006: fornitura di allestimenti Blaupunkt di serie per la Volkswagen Eos, dotati di Satellite Digital Audio Radio Services (SDARS) per la ricezione di Sirius Satellite Radio.
- 2007: sistema Blaupunkt digital Plug and Play.
- 2008: Blaupunkt Mobiles Navigationssystem, navigatore mobile con video-navigazione e audio streaming bluetooth.

### La Key-card
Verso l'inizio degli anni '90, Blaupunkt introdusse Key-card: un sistema di protezione antifurto integrato nelle autoradio, basato su una carta elettronica e concepito come alternativa al frontalino estraibile. La tessera, simile per dimensioni ad una carta di credito, abilitava il funzionamento dell'apparecchio unicamente se inserita nell'apposita fessura. Il sistema era in grado di rilevare, segnalando sul display specifici messaggi d'errore, sia l'inserimento di una Key-card non corretta, sia di schede non autorizzate, come ad esempio carte di credito o schede telefoniche. A seconda del modello, ciascuna autoradio poteva essere associata a una o più Key-card. Inoltre, i modelli successivi erano compatibili con le diverse versioni di Key-card prodotte negli anni.

### Dal 2008
Nel dicembre 2008, Bosch cedette Blaupunkt alla società di investimenti Aurelius. Precedentemente nota come Robert Bosch Car Multimedia GmbH e parte del gruppo Bosch, la società contava 6000 dipendenti e aveva raggiunto un fatturato di 1,48 miliardi di euro nel 2006. In seguito alla cessione ad Aurelius, le dimensioni di Blaupunkt si ridussero a 1800 dipendenti, con un fatturato di 200 milioni di euro.
Alla fine del 2009, Aurelius cedette la divisione antenne "Blaupunkt Antenna Systems", che contava circa 250 dipendenti, alla Kathrein. La vendita fu completata nel maggio 2010 con l'acquisizione di Blaupunkt Antenna Systems GmbH & Co. KG da parte di Kathrein. Nel 2011, Blaupunkt tentò di tornare alle origini come Ideal-Radio con una linea di cuffie, ma senza successo. Successivamente, Blaupunkt aprì uno stabilimento a Penang (Malaysia) tramite una joint-venture in India e Cina.
Alla fine del 2013, Blaupunkt acquistò la divisione di ingegneria dei prodotti Smart di brightONE, una divisione di b1 Engineering Solutions GmbH di Monaco. Blaupunkt Europe venne chiusa, insieme a brightONE Businessunit SPS e Blaupunkt Technology Group.
Alla fine del 2014, la divisione di servizi di ingegneria della b1 Engineering Solutions GmbH, che faceva parte di Blaupunkt Technology Group, venne ceduta successivamente. Alla fine del 2014, venne fondata una joint-venture in Sud e Nord America. Sempre nel 2014, Aurelius vendette Blaupunkt a un fondo britannico. Nel settembre 2015, Blaupunkt divenne insolvente.
La divisione degli altoparlanti venne ceduta a PSS (Premium Sound Solutions), mentre la divisione di sviluppo all'imprenditore rumeno Rasvan Olosu. Attualmente, i diritti sul nome Blaupunkt appartengono a GIP Development SARL, una società controllata da Aurelius.

## Onorificenze
- 2005 - iF communication design award categoria digital media.[31]
- 2006 - Deutschland – Land der Ideen. [senza fonte]
- 2011 - AutoBild – Die Marken in allen Klassen, sezione Auto-HiFi e Gutes Preis-Leistungs-Verhältnis, 1º posto. [senza fonte]